# Вонгровец
Вонгро̀вец (на полски: Wągrowiec; на немски: Wongrowitz, Eichenbrück) е град в Централна Полша, Великополско войводство. Административен център е на Вонгровешки окръг, както и на селската Вонгровешка община, без да е част от нея. Самият град е обособен в самостоятелна община с площ 17,83 км2.

## География
Градът се намира в историческия регион Великополша. Разположен е на 54 километра североизточно от Познан.

## История
Селището е основано около 1300 година. Получило градски права през 1381 година.
В периода (1975 – 1998) градът е част от Пилското войводство.

## Население
Населението на града възлиза на 25 607 души (2017 г.). Гъстотата е 1436 души/км2.

## Личности
Родени в града
- Якуб Вуйек, полски духовник, йезуит
- Адам от Вонгровец, полски органист и композитор
- Макс Герсон, немски лекар
- Артур Шьодмяк, полски хандбалист, национал
- Моника Дрибулска, полска лекоатлетка, олимпийка

## Градове партньори
- Шьонвалде-Глин, Германия
- Адендорф, Германия
- Gyula, Унгария
- Красногорск, Русия
- Le Plessis Trevise, Франция